# NGC 6188
NGC 6188 – mgławica emisyjna i refleksyjna znajdująca się w konstelacji Ołtarza w odległości około 4000 lat świetlnych od Ziemi. Została odkryta 15 kwietnia 1836 roku przez Johna Herschela.
Mgławica NGC 6188 ma ciemne kształty przecinające jasne obszary ciągnące się przez dziesiątki lat świetlnych. Powstała w tym rejonie zaledwie kilka milionów lat temu asocjacja Ara OB1 składa się z masywnych młodych gwiazd rzeźbiących fantastyczne kształty dzięki mocy wiatrów gwiazdowych i promieniowania ultrafioletowego. Kolejne pokolenie nowych gwiazd powstaje na skutek wiatrów gwiazdowych oraz wybuchów supernowych poprzednich pokoleń masywnych gwiazd oraz skondensowanego gazu molekularnego.